# Johann Georg Fellinger
Johann Nepomuk Georg Fellinger (* 3. Januar 1781 in Peggau in der Steiermark; † 27. November 1816 in Adelsberg im Herzogtum Krain) war ein österreichischer Schriftsteller. Sein Pseudonym war Gustav Fellinger.

## Leben
Johann Georg Fellinger war der Sohn von Johann Georg Fellinger, Gutsherr von Thall und Taschen sowie späterer Bürgermeister von Frohnleiten und dessen Ehefrau Maria Anna (geb. Koch).
Er studierte Rechtswissenschaften an der Universität Graz und war anschließend Hauslehrer bei Johann Edler von Gadolla in Reifenstein bei Cilli.
1808 wurde er Offizier eines steiermärkischen Landwehrbataillons und verlor bei der Schlacht an der Piave mit den Franzosen das rechte Auge, wurde von diesen gefangen genommen und nach Frankreich verbracht. Nach dem Friede von Schönbrunn kehrte er nach Österreich zurück und wurde als Invalidenoffizier Leutnant im Infanterie-Regiment Nr. 26 in Klagenfurt. 1814 erfolgte seine Beförderung zum Oberleutnant und Konskriptions-Revisor in Judenburg, bis er 1815 nach Adelsberg versetzt wurde.
Aufgrund seiner geschwächten Sehkraft, auch das linke Auge drohte zu erblinden, konnte er sich nicht aktiv an den Kämpfen gegen die Franzosen beteiligen, dazu kam, das er keine Anstellung im zivilen Bereich bekam; dies führte zu einem melancholischen Leiden, so dass er 1816 bereits verstarb.

### Schriftstellerisches Wirken
Während seines Studiums verfasste er seine ersten poetischen Schriften, diese erschienen in verschiedenen Almanachen und Zeitschriften und sind von tiefem Ernst, religiöser Innerlichkeit und flammender Vaterlandsliebe geprägt. Er wurde von Theodor Körner, Friedrich Gottlieb Klopstock und Friedrich Schiller beeinflusst und in seinen Dramen ist seine Mittlerrolle zwischen deutscher und südslawischer Sprache erkennbar. Nach seinem Tod wurden seine Schriften gesammelt und verfasst herausgegeben. Er schrieb auch das Schauspiel Die Grafen von Sella und, vier Monate vor seinem Tod, das Trauerspiel Inguo, das am 17. März 1817 mit großem Erfolg in Klagenfurt aufgeführt wurde. Drei seiner Gedichte, unter anderem Die erste Liebe, wurden von Franz Schubert vertont.

## Ehrungen
In Peggau wurde Johann Georg Fellinger ein Denkmal aus Gusseisen errichtet und die Johann-Fellinger-Straße nach ihm benannt.

## Schriften (Auswahl)
- Abgerissene Scenen aus der Geschichte der Menschheit. Graz 1808.
- Der Kampf des Rechts. Ein Gedicht. Meyr, Salzburg 1813.
- Johann Georg Fellinger’s poetische Schriften. Herausgegeben von J. G. Kumpf, Klagenfurt 1819. (Mit einer Lebensskizze).